# Baruj Benacerraf

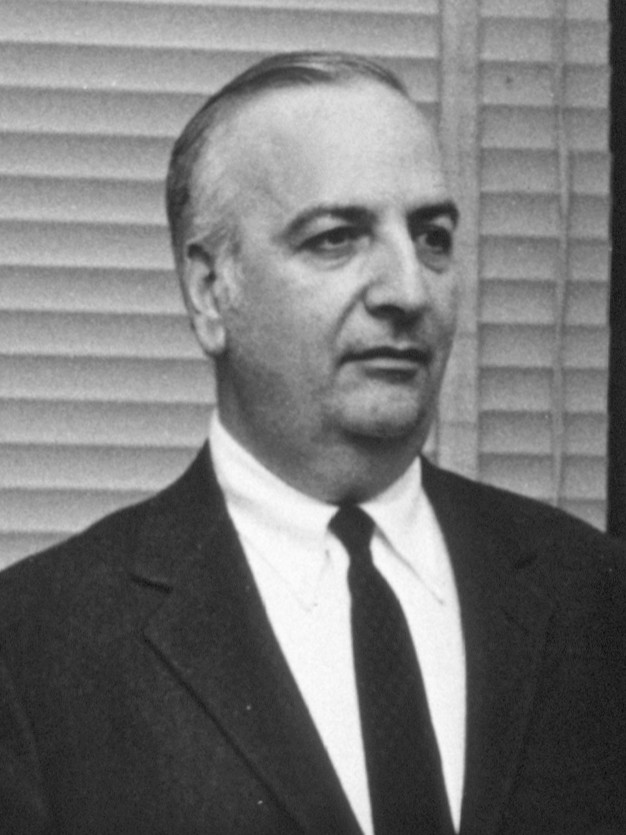
Baruj Benacerraf (1969)

Baruj Benacerraf (* 29. Oktober 1920 in Caracas, Venezuela; † 2. August 2011 in Boston, Massachusetts) war ein venezolanisch-US-amerikanischer Mediziner, der sich vorwiegend mit der Immunologie und Transplantationsmedizin beschäftigte.
1980 erhielt er gemeinsam mit George Davis Snell und Jean Dausset den Nobelpreis für Medizin und Physiologie für die „Entdeckung genetisch bestimmter zellulärer Oberflächenstrukturen, von denen immunologische Reaktionen gesteuert werden.“

## Leben
Baruj Benacerraf wurde 1920 als Sohn aus Nordafrika stammender Eltern (sein Vater wurde in Marokko und seine Mutter in Algerien geboren) in Caracas in Venezuela geboren, verbrachte allerdings seine Kindheit und Jugend von 1925 bis 1939 in Paris und besuchte dort das Lycée Janson. Sein Vater war ein wohlhabender Teppichhändler. Sein Bruder war der Philosoph Paul Benacerraf.
Die jüdische Familie zog 1939 nach New York City, wo Benacerraf bis 1942 an der Columbia University Medizin studierte. Das weitere Studium erfolgte bis 1945 am Medical College of Virginia in Richmond, nachdem er 1943 US-amerikanischer Staatsbürger geworden war. 1945 promovierte er hier und wurde erst Assistenzarzt am New Yorker Queens-Hospital, später im Militärkrankenhaus in Nancy in Frankreich. Nach dem Militär begann er 1948 seine immunologischen Forschungen in der mikrobiologischen Abteilung der Medizinischen Fakultät der Columbia University in New York.
Ein Forschungsauftrag zu immunologischen Fragestellungen führte ihn in den 1950er Jahren längere Zeit nach Paris, bis er 1956 zum außerordentlichen Professor für Vergleichende Pathologie an die New York University berufen wurde; 1960 wurde diese Stelle in eine ordentliche Professur umgewandelt. Von 1970 bis zu seinem Ruhestand hatte er diesen Lehrstuhl an der Harvard-Universität in Boston inne. 1971 wurde er in die American Academy of Arts and Sciences gewählt, 1972 in die National Academy of Sciences.
Baruj Benacerraf war mit Annette Benacerraf († 2011), einer Nichte des Biologen Jacques Monod, verheiratet. Die einzige Tochter des Paares, Beryl Rica Benacerraf, ist Professorin an der medizinischen Fakultät der Harvard-Universität und verheiratet mit Peter Libby.

## Werk
Baruj Benacerraf und seine beiden mit ihm ausgezeichneten Kollegen beschäftigten sich maßgeblich mit der immunologischen Verträglichkeit von Geweben nach Transplantationen. Benacerraf, Snell und Dausset konnten in ihren Experimenten nachweisen, dass diese Immunfaktoren genetisch fixiert sind. Die drei Forscher konnten nachweisen, dass sich auch auf den weißen Blutkörperchen (Leukozyten) die gleichen Faktoren befinden wie bei anderen Körperzellen.
Durch dieses Immunfaktorensystem, welches ähnlich den Blutgruppensystemen funktioniert, ist es heute experimentell möglich, diese Faktoren im Vorfeld einer Transplantation zu untersuchen und potentielle Gewebekompatibilität (oder Abwehrreaktionen durch Inkompatibilität) durch Tests mit Patientenblut vorherzusagen.
Benacerraf und Dausset beschäftigten sich parallel an der Aufklärung biochemischer Schlüsselmoleküle in diesem Haupthistokompatibilitätskomplex (MHC), während Snell als Genetiker vor allem die Gene identifizierte, die für die Annahme und Abstoßung körperfremder Gewebe zuständig sind. In den Jahren 1973/1974 fungierte Baruj Benacerraf als Präsident der American Association of Immunologists.

## Veröffentlichungen
- mit Emil R. Unanue: Immunogenetics and Immunodeficiency. 1975.
- Immunologie: Ein Kurzlehrbuch, 1. Auflage. de Gruyter, Berlin/New York City 1982, ISBN 3-11-008405-8